# Chimonobambusa callosa
Chimonobambusa callosa là một loài thực vật có hoa trong họ Hòa thảo. Loài này được (Munro) Nakai mô tả khoa học đầu tiên năm 1925.